# Ludwig Berringer

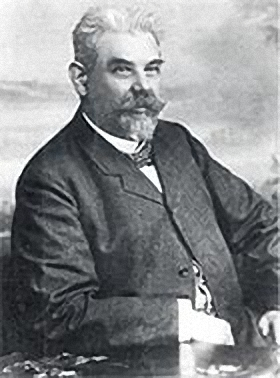
Ludwig Berringer

Ludwig Gustav Fritz Berringer (* 27. Februar 1851 in Rostock; † 3. Mai 1913 in Bad Kissingen) war ein deutscher Bauunternehmer und Hofbaumeister.

## Leben
Ludwig Berringer war ein Sohn des Seemannes und späteren Konditors Gustav Heinrich Berringer und dessen Frau Wendula Dorothea Sophia, geb. Gaedt. Seine Urgroßmutter väterlicherseits war Christina Sophia Mann (1741–1807), eine Angehörige des Rostocker Zweigs der Familie Mann, die später in ihrem Lübecker Zweig durch mehrere Schriftsteller bekannt wurden.
Berringer besuchte die Große Stadtschule Rostock und ging anschließend in die Maurerlehre. Er gründete einen Maurerbetrieb und erarbeitete sich eine führende Stellung innerhalb seines Gewerbes. Er wurde zum Hofmaurermeister ernannt und erwarb eine Ziegelei und Erbhofstelle in Papendorf. Berringer besaß eine Baustofffabrik am Reifergraben in Rostock. Hier fertigte er Stuckornamente und kleine Bauteile aus Gips und englischem Beton. Er entwickelte die Herstellungsverfahren weiter und wandte als erster Bauunternehmer in Mecklenburg industrielle Methoden im Bauwesen an. In seinem Unternehmen wurden Betonfertigteile serienmäßig hergestellt. 1878 heiratete Ludwig Berringer in Bad Kissingen die Rostocker Konditorstochter Martha Sophie Elise Keil. Ein Sohn des Paares war der Rostocker Stadtbaudirektor Gustav Wilhelm Berringer. Die Firma bestand unter dem Namen L. Berringer Nachf. auch nach seinem Tod weiter. 

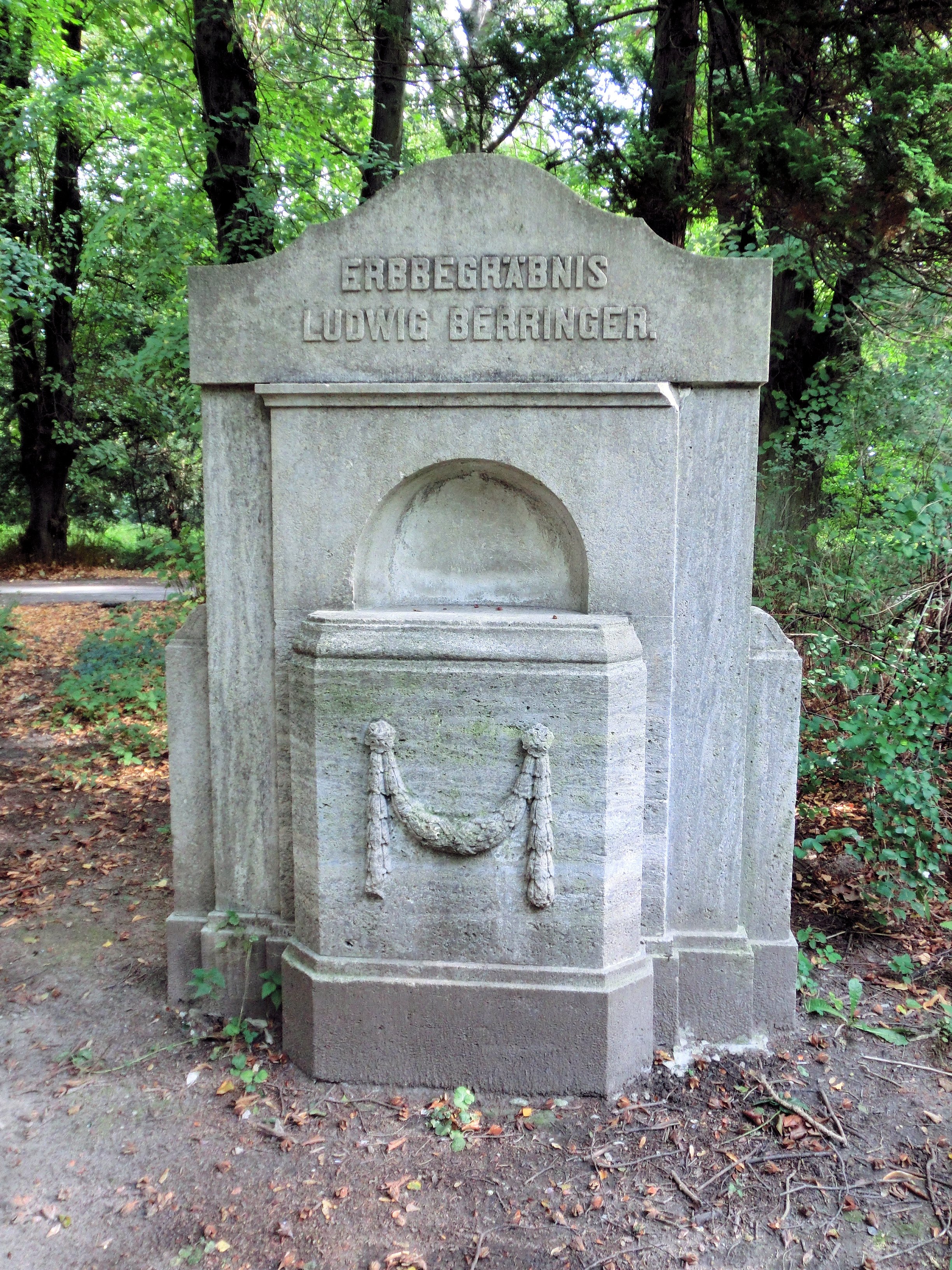
Grab Ludwig Berringers im Lindenpark Rostock

## Politische Tätigkeit
1885 wurde Berringer als Vertreter der Rostocker Handwerker in das zweite Quartier des Hundertmänner-Kollegiums berufen, einem Vorläufer der Rostocker Bürgerschaft. 1904 wurde er zum Ersten Vorsitzenden der Bürgervertretung gewählt. Dieses Amt hatte er bis 1912 inne. Während dieser Zeit war er Mitglied des Baukomitees, in der Schulkommission, in der Theaterdeputation und im Schulpatronat für die Bürger der Stadt. Als 1909 ein Architektenwettbewerb für den Neubau eines Kurhauses in Warnemünde ausgelobt wurde, gehörte Ludwig Berringer dem Preisgericht an. In seiner Amtszeit erfolgte für Rostock im Zuge der Industrialisierung eine weitreichende Entwicklung mit dem Bau von Vorstädten in Richtung Süden und Westen sowie zur Erweiterung des Hafens und des Fährverkehrs nach Dänemark. Nachdem Ludwig Berringer mit dem Bürgermeister Magnus Maßmann in heftige Kompetenzstreitigkeiten geraten war, legte er am 12. November 1912 sein Amt in der Bürgervertretung nieder und zog sich aus dem politischen Leben zurück. Er starb während eines Erholungsaufenthaltes in Bad Kissingen. Sein Grab befindet sich auf dem ehemaligen Alten Friedhof von Rostock, dem heutigen Lindenpark.